# Campeonato Mundial de Halterofilia de 1891
El I Campeonato Mundial de Halterofilia se celebró en Londres (Reino Unido) el 28 de marzo de 1891 bajo la organización de la Federación Internacional de Halterofilia (IWF) y la Federación Británica de Halterofilia.
En el evento participaron 7 halterófilos de 6 federaciones nacionales afiliadas a la IWF.

## Medallistas
| Evento            | Oro                              | Plata                   | Bronce                    |
| ----------------- | -------------------------------- | ----------------------- | ------------------------- |
| Categoría abierta | Edward Lawrence Levy Reino Unido | Giacomo Zafarana Italia | Arthur François · Bélgica |

## Medallero
| Núm. | País        | Oro | Plata | Bronce | Total |
| ---- | ----------- | --- | ----- | ------ | ----- |
| 1    | Reino Unido | 1   | 0     | 0      | 1     |
| 2    | Italia      | 0   | 1     | 0      | 1     |
| 3    | Bélgica     | 0   | 0     | 1      | 1     |
|      | TOTAL       | 1   | 1     | 1      | 3     |